# Pandémie de Covid-19 au Sri Lanka
La pandémie de Covid-19 au Sri Lanka démarre officiellement le 27 janvier 2020. À la date du 1er novembre 2022, le bilan est de 16 781 morts.

## Chronologie
Le premier cas de Covid-19 au Sri Lanka est déclaré le 27 janvier 2020. Il s'agit d'une touriste chinoise de 44 ans, en provenance de la province de Hubei.

## Statistiques

Nombre de cas au Sri Lanka depuis le début de l'épidémie.

Nombre de morts au Sri Lanka depuis le début de l'épidémie.